# Dolgesheim

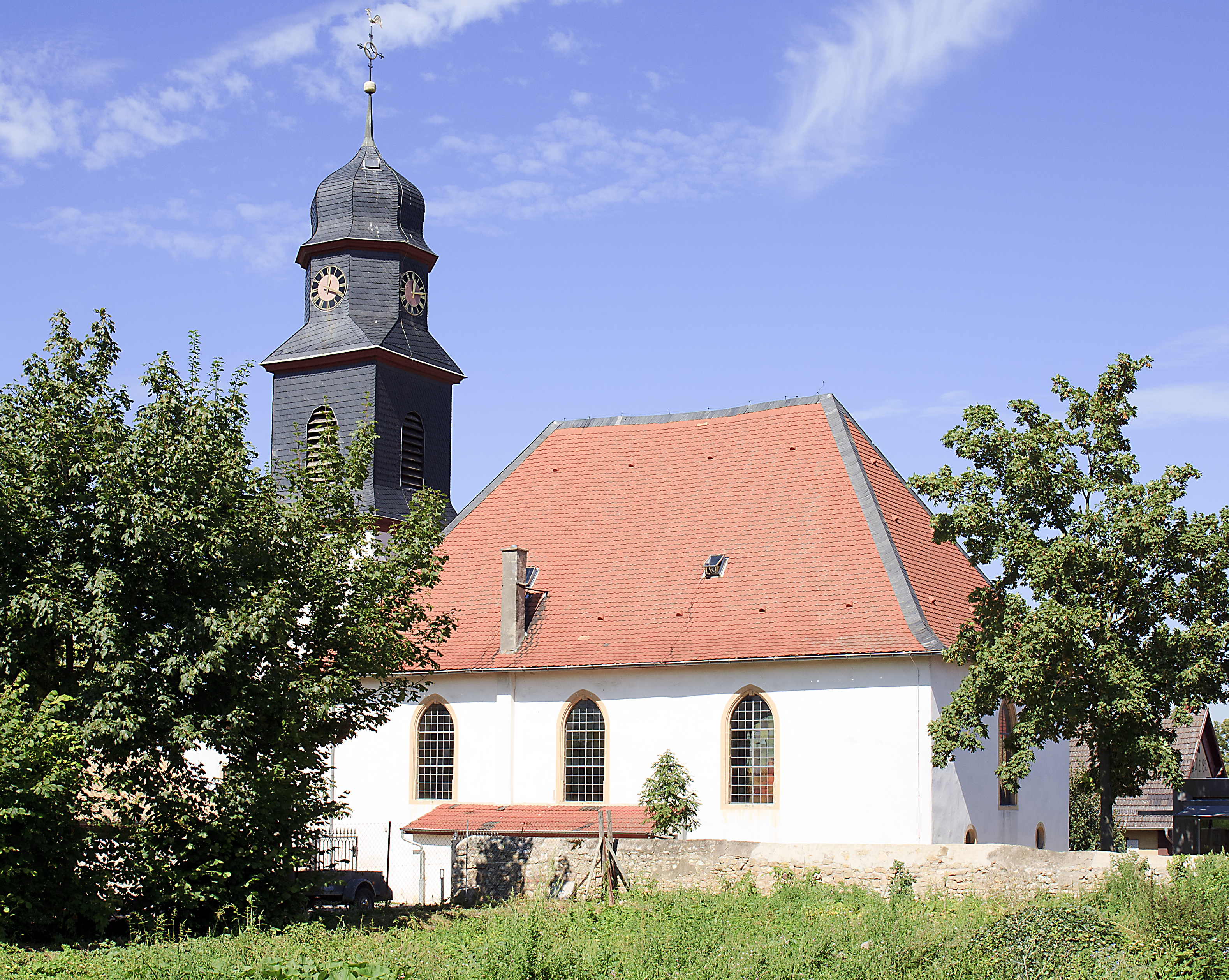
Evangelische Pfarrkirche

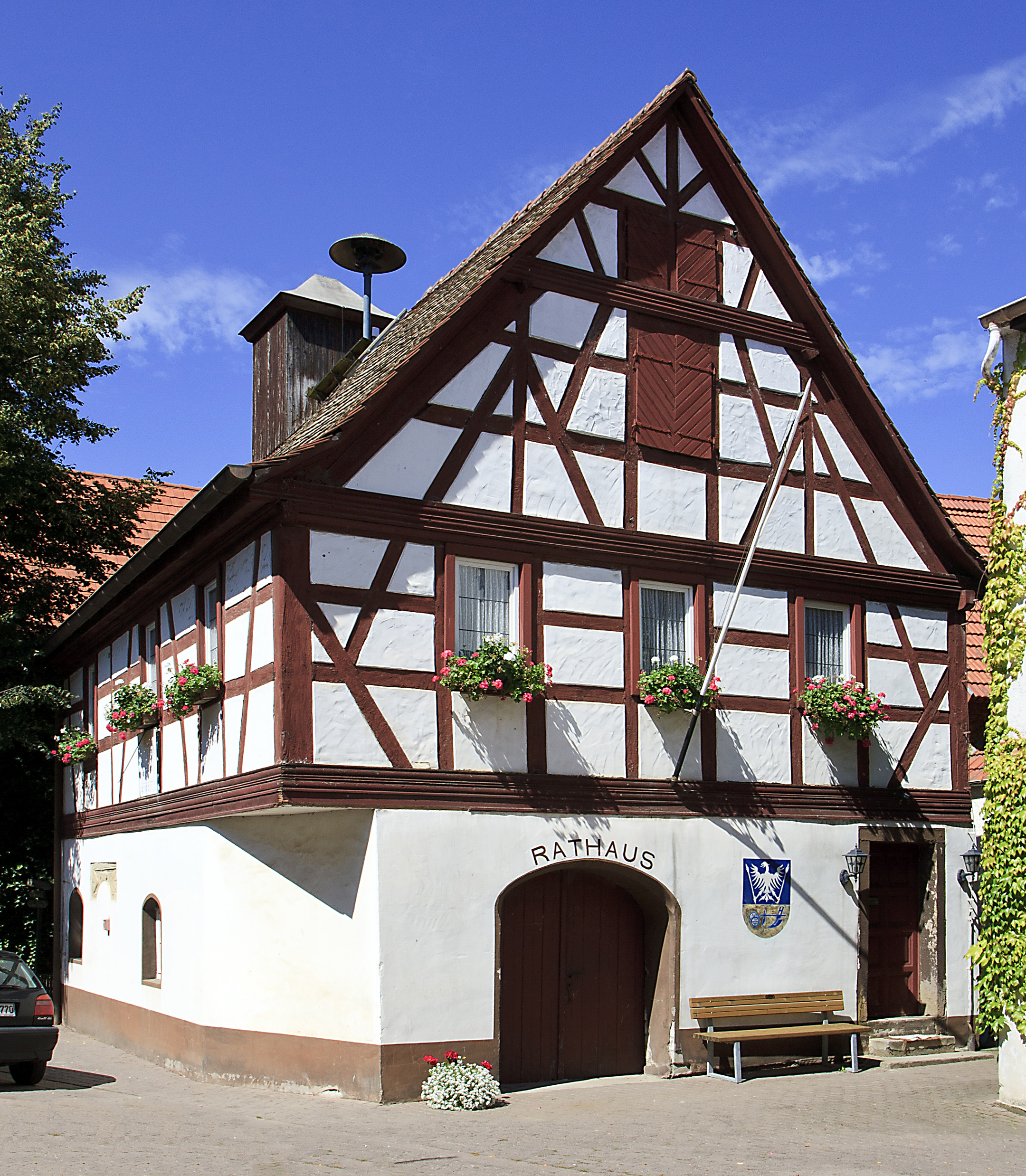
Rathaus

Dolgesheim ist eine Ortsgemeinde im Landkreis Mainz-Bingen in Rheinland-Pfalz. Sie gehört der Verbandsgemeinde Rhein-Selz an, die ihren Verwaltungssitz in der Stadt Oppenheim hat.

## Geographie
Die Gemeinde Dolgesheim liegt an der Gaustraße (Landesstraße 425) mittig zwischen Mainz und Worms. Nächstgelegene größere Stadt ist ca. 10 Kilometer südwestlich Alzey.
Geographisch höchste Erhebung ist der Kreuzberg mit 211 m ü. NHN.

## Geschichte
Die älteste erhaltene Erwähnung, als „Dulgisheim“, stammt vom 5. November 769, und wurde in einer Beurkundung festgehalten, als ein Theo und seine Gattin Unsetz dem Kloster Lorsch zwei Morgen Ackerland „in pago Wormat in Dulgisheimer Mark“ schenkten. Im Kopialbuch des Klosters sind insgesamt 7 Urkunden von Dolgesheim enthalten. Auch das Kloster Otterberg war im Ort begütert.
Der Vater des Minnesängers Friedrich von Hausen Walther hatte Eigenbesitz in Dolgesheim, Dienheim und Gensingen. In Worms-Ibersheim und Groß-Rohrheim war er Vogt gewesen.
Bis Ende des 18. Jahrhunderts war Dolgesheim reichsritterschaftlicher Besitz der Grafen von Leiningen. Während der sogenannten Franzosenzeit war der Ort Sitz einer Mairie im Kanton Oppenheim, der Teil des Departements Donnersberg war. Zur Mairie Dolgesheim gehörten auch Eimsheim und Wintersheim. Aufgrund der 1815 auf dem Wiener Kongress getroffenen Vereinbarungen und einem 1816 zwischen Hessen-Darmstadt, Österreich und Preußen geschlossenen Staatsvertrag kam die Region und damit auch die Gemeinde Dolgesheim zum Großherzogtum Hessen(-Darmstadt) und wurde von diesem der Provinz Rheinhessen zugeordnet. Nach der Auflösung der rheinhessischen Kantone kam der Ort 1835 zum neu errichteten Kreis Mainz, 1852 zum Kreis Oppenheim.
Zwischen 1825 und 1931 brachte der Bau der Gaustraße zwischen Mainz und Worms gute Verbindungen zu den Städten Rheinhessens. Dolgesheim wurde daher auch früh an das Wasser- (1907) und Stromnetz (1913) angeschlossen.
Nach dem Zweiten Weltkrieg gehörte die Gemeinde zur französischen Besatzungszone und kam 1946 zu dem neugebildeten Land Rheinland-Pfalz.
Von 1972 bis 2014 gehörte Dolgesheim der Verbandsgemeinde Guntersblum und seit dem 1. Juli 2014 der Verbandsgemeinde Rhein-Selz an.
Bevölkerungsentwicklung
Die Entwicklung der Einwohnerzahl von Dolgesheim, die Werte von 1871 bis 1987 beruhen auf Volkszählungen:
| Jahr | Einwohner |
| ---- | --------- |
| 1815 | 417       |
| 1835 | 761       |
| 1871 | 724       |
| 1905 | 726       |
| 1939 | 643       |
| 1950 | 766       |
| 1961 | 679       |

| Jahr | Einwohner |
| ---- | --------- |
| 1970 | 754       |
| 1987 | 854       |
| 2005 | 954       |
| 2011 | 905       |
| 2017 | 1.023     |
| 2022 | 977       |

## Politik

### Gemeinderat
Der Gemeinderat in Dolgesheim besteht aus zwölf Ratsmitgliedern, die bei der Kommunalwahl am 9. Juni 2024 in einer Mehrheitswahl gewählt wurden, und der ehrenamtlichen Ortsbürgermeisterin als Vorsitzender. In der Wahlperiode 2019–2024 bestand der Gemeinderat aus 16 Mitgliedern, die Erhöhung der Sitze war nach rheinland-pfälzischem Wahlrecht durch die vorübergehend über den festgelegten Grenzwert gestiegene Einwohnerzahl Dolgesheims nötig geworden.
Die Sitzverteilung im Gemeinderat:
| Wahl | SPD               | BL                | Gesamt   |
| ---- | ----------------- | ----------------- | -------- |
| 2024 | per Mehrheitswahl | per Mehrheitswahl | 12 Sitze |
| 2019 | per Mehrheitswahl | per Mehrheitswahl | 16 Sitze |
| 2014 | 7                 | 5                 | 12 Sitze |
| 2009 | 7                 | 5                 | 12 Sitze |
| 2004 | 7                 | 5                 | 12 Sitze |

- BL = Bürgerliste Dolgesheim e. V.

### Bürgermeister
Das Amt ist derzeit vakant. Sandra Betz wurde am 26. August 2024 Ortsbürgermeisterin von Dolgesheim. Bei der Direktwahl am 9. Juni 2024 war sie als einzige Bewerberin mit einem Stimmenanteil von 76,1 % gewählt worden. Am 27. Februar 2025 legte sie ihr Amt mit sofortiger Wirkung nieder. Da für eine am 25. Mai 2025 angesetzte Direktwahl kein Wahlvorschlag eingereicht wurde, obliegt die Neuwahl des Bürgermeisters gemäß rheinland-pfälzischer Gemeindeordnung nun dem Rat. Die Amtsgeschäfte werden vom Ersten Beigeordneten Thomas Held ausgeübt.
Der Vorgänger von Sandra Betz, Klaus Backhaus (Zukunft Dolgesheim e. V.), hatte das Amt am 12. August 2019 übernommen und kandidierte bei der Wahl 2024 nicht erneut. Der zuvor seit 2004 amtierende Michael Schreiber (SPD) war 2019 nicht mehr zur Wahl angetreten.

### Wappen
| Wappen von Dolgesheim | Blasonierung: „Im geteilten Schild, oben in Blau einen silbernen Adler mit Lilienzepter und Schwurstab, unten in Gold ein blauer Pflug.“ |
| Wappen von Dolgesheim | Wappenbegründung: Der Adler stellt die ehemalige Zugehörigkeit von Dolgesheim zur Grafschaft Leiningen dar. Das Lilienzepter symbolisiert die Reinheit, die Kirche. Der Schwurstab versinnbildlicht die Gemeinde zur Pflicht und Treue. Der Pflug zeigt die uralte Bodenbearbeitung, die Verbundenheit zur Landwirtschaft. Das Gemeindewappen wurde 1967 vom Ministerium des Innern von Rheinland-Pfalz genehmigt. |

## Verkehrsanbindung

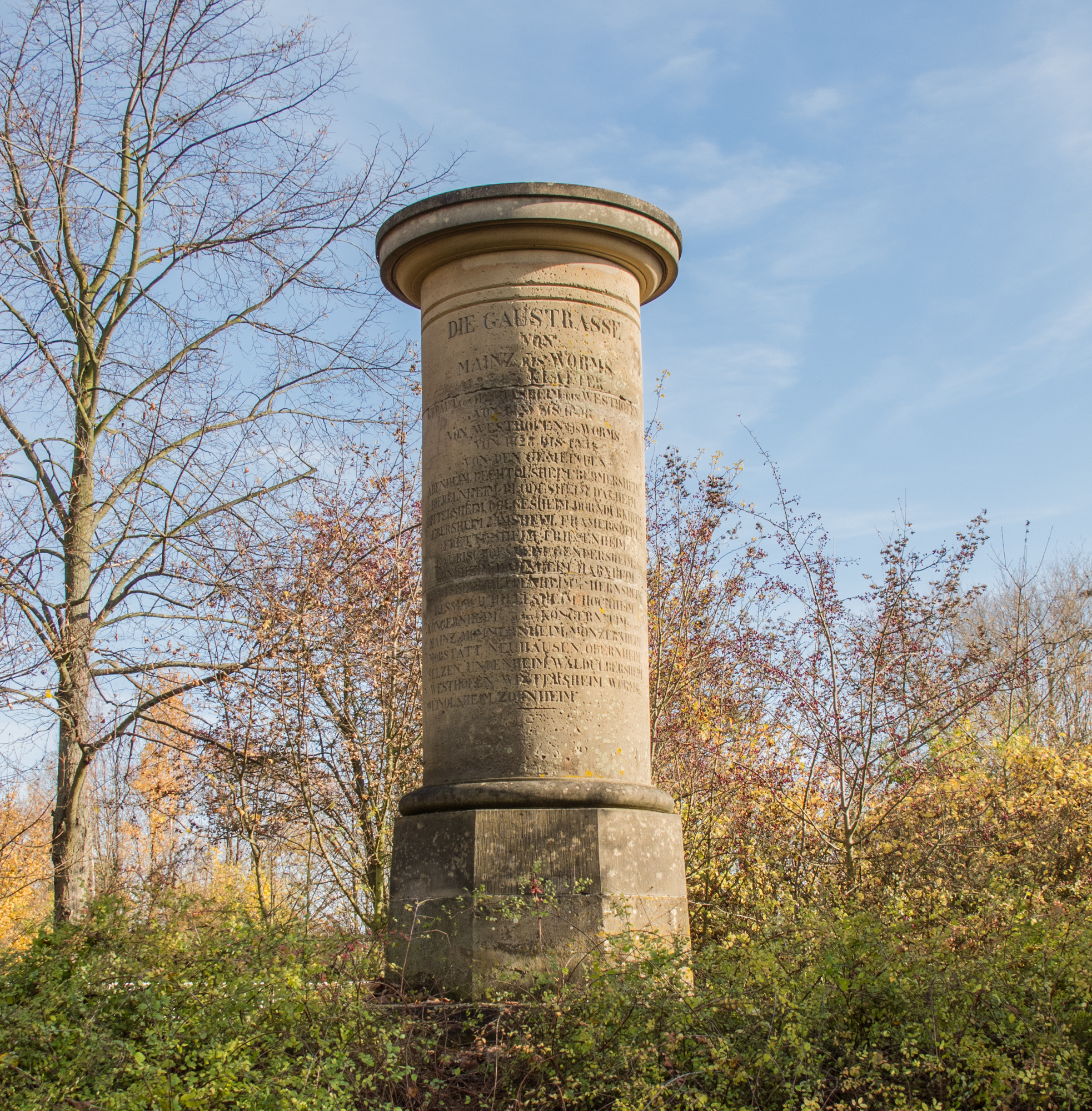
Der »Gaustein« bei Dolgesheim wurde um 1831 zur Erinnerung an den Bau der Gaustraße errichtet.

Durch den Ort führte die zwischen 1820 und 1830 angelegte Gaustraße von Mainz nach Worms, welche heute als Ortsumgehung ausgeführt ist. Zwischen Dolgesheim und Hillesheim liegt der Streckenmittelpunkt zwischen den Städten Mainz und Worms an deren Stelle der »Gaustein« errichtet wurde.
Mit den ORN-Buslinien 663 und 668 ist Dolgesheim an die Gemeinden Oppenheim, Guntersblum und Wörrstadt angebunden.
Eine Anbindung mit dem Auto besteht über die Bundesstraße 9 von Oppenheim über Dienheim, Uelversheim und Weinolsheim oder von Guntersblum über Eimsheim. Von der A 61 ist die Gemeinde von der Abfahrt Alzey über Gau-Odernheim und Hillesheim zu erreichen.

## Kultur und Sehenswürdigkeiten

### Bauwerke
- Die evangelische Pfarrkirche (ehem. St. Bonifatius) ist das älteste Gebäude im Ort. Die Grundmauern gehen bis ins 13. Jahrhundert zurück. Nach ihrer Renovierung ist sie ein Kleinod unter den evangelischen Kirchen in Rheinhessen.
- Mitten im Ort, in der Gaustraße, steht das 1594 erbaute Rathaus.
- Auf dem Kreuzberg wurde in jüngerer Zeit ein Feldkreuz errichtet.
- Ehemalige Synagoge, erbaut 1852

Siehe auch: Liste der Kulturdenkmäler in Dolgesheim